# Ca l'Anzí
Ca l'Anzí és una masia de la Palma de Cervelló (Baix Llobregat) inclosa a l'Inventari del Patrimoni Arquitectònic de Catalunya.

## Descripció
És una antiga masia emplaçada actualment dins la zona urbana de la Palma de Cervelló. Consta de planta baixa, pis i una galeria superior i és coberta a dues vessants, amb el ràfec de la teulada força llarg a la façana principal. La construcció originària, de planta basilical, ha estat modificada en diverses ocasions, principalment la façana de migdia que fou renovada totalment el 1930. Conserva part del portal d'entrada al pati d'accés.
Les obertures mantenen un ordre quant a la tipologia, sent d'arc rodò les del pis superior i allindades les del pis intermedi. Les portades, una a la façana principal i l'altra a la lateral, són d'arc rebaixat. Les façanes són arrebossades i la façana lateral disposa d'un coronament format per un mur de perfil trencat o denticulat, tot seguint el pendent de la coberta. La façana principal, amb teulada a manera de barbacana, disposa d'un rellotge de sol esgrafiat on s'hi pot llegir: "J. R. 1930".
Al costat nord té un cos afegit modernament que fa de magatzem.

## Història
Els actuals propietaris, de cognom Roca, porten sis generacions establerts en aquesta masia. Alguns documents dels segles XVII-XVIII, conservats a l'arxiu de la família, ja esmenten aquest llinatge, tot i que el nom de l'Anzí s'ha mantingut sempre: algunes persones grans del nucli recorden un dels propietaris com Sebastià de l'Anzí, tot i que es deia Sebastià Roca.
Entre els documents conservats no s'esmenta el nom Anzí ni com a cognom ni com a topònim, i tampoc en el llibre que recull les vendes o cessions de terres i propietats de l'antic monestir de Sant Pere de les Puel·les (carrer d'Anglí).
La masia fou reformada el 1930.